# دژبانی
دژبان بخشی از یک نیروی نظامی است که وظیفهٔ انتظامات آن نیروی نظامی را برعهده دارد. وظایفی مانند حراست، کنترل تردد و حفظ نظم اماکن نظامی و جبهه، برخورد با نظامیان متخلف و نظامیان فراری و نگهداری از اسرای دشمن بر عهدهٔ دژبان می‌باشد.
در ایران هر کدام از قوای سه‌گانه وزارت دفاع و پشتیبانی نیروهای مسلح و ارتش جمهوری اسلامی ایران، سپاه پاسداران انقلاب اسلامی و نیروی انتظامی جمهوری اسلامی ایران نیروهای دژبان خاص خود را دارند.